# Sebastiano Desplanches
Sebastiano Desplanches, né le 11 mars 2003 à Novare, est un footballeur italo-français qui joue au poste de gardien de but au Palerme FC.

## Biographie

### Carrière en club
Né à Novare, en Italie, Sebastiano Desplanches est formé entre l'Inter et l'AC Milan, avant de rejoindre le Vicenza Calcio en 2022,, où il commence sa carrière professionnelle en coupe d'Italie C. Il joue son premier match avec l'équipe première du club le 5 octobre 2022, lors de la victoire en coupe contre le Virtus Verona (2-1),.
En janvier 2023 il est prêté à l'AC Trento, en Serie C,, championnat où il fait rapidement ses débuts, avant de s'imposer comme titulaire,.
Le 17 Juillet 2023, il s'engage officiellement en faveur du Palerme FC pour une somme avoisinant les 2 millions d'euros.

### Carrière en sélection
En mai 2022, Sebastiano Desplanches prend part à un camp d'entraînement dirigé par le manager de l'équipe nationale senior italienne, Roberto Mancini, destiné au talent les plus prometteurs du pays.
En novembre 2022, il est convoqué pour la première fois avec l'équipe d'Italie des moins de 20 ans.
Il est convoqué avec l'équipe d'Italie des moins de 20 ans pour participer à la Coupe du monde des moins de 20 ans qui a lieu en mai et juin 2023. Après avoir éliminé l'Angleterre,, championne d'Europe en titre, puis la Colombie, l'Italie s'impose face à la Corée du Sud en demi-finale (2-1), pour atteindre l'ultime niveau de la compétition,. En finale, les jeunes italiens s'inclinent face à l'Uruguay, après un but dans les dernières minutes du match (1-0),.

## Palmarès
Italie -20 ans
- Coupe du monde
  - Finaliste en 2023